# 冉中涵
冉中涵，字秋潭，贵州思南人，清朝政治人物，同進士出身。
嘉慶三年（1798年）举人，嘉庆七年（1802年）壬戌科進士。主讲为仁书院。